# 486
486 (CDLXXXVI) je bilo navadno leto, ki se je po julijanskem koledarju začelo na sredo.

## Dogodki
- Klodvik premaga rimsko vojsko v Galiji in ustanovi frankovsko kraljestvo.